# Ґміна Угорники
Ґміна Угорнікі (пол. Gmina Uhorniki) — сільська ґміна Станиславівського повіту часів Станиславівського воєводства Польської республіки (в 1934–1939 рр.) і Крайсгауптманшафту Станіслав — складової частини Дистрикту Галичина (1941—1944). Центром ґміни було село Угорники.
Ґміну Угорнікі було утворено 1 серпня 1934 р. у межах адміністративної реформи в ІІ Речі Посполитій із дотогочасних сільських ґмін: Вовчинець, Добровляни, Колодіївка, Микитинці, Підлужжя, Підпечери, Угорникі, Узин.
17 січня 1940 р. ґміна була ліквідована, а територія увійшла до новоствореного Станіславського району. Ґміна була відновлена на час німецької окупації з липня 1941 р. до липня 1944 р. На 1.03.1943 населення ґміни становило 12 405 осіб..